# دم‌خارک چانه‌سفید
دم‌خارک چانه‌سفید (نام علمی: Asthenes fuliginosa) نام یک گونه از سرده مرغ سبدساز است.